# マッスルチャンネル
マッスルチャンネルは、BS-iで2007年4月12日から9月13日まで毎週木曜日20:00～21:54(JST)に放送されているスポーツバラエティ番組である。

## 概要
同番組はTBS系列地上波で放映された筋肉番付シリーズ→さらにそれをフジテレビジョン地上波で系列を変えて放映していた海筋肉王 〜バイキング〜の放送を事実上系譜、衛星放送ながらTBS系列へ復帰した番組である。
司会は佐藤弘道（体操のお兄さん）が勤め、毎回筋肉のテーマパークこと「マッスルパーク」で行われる体力を使った様々なゲームアトラクションに視聴者やゲスト芸能人が挑戦する。またマッスルミュージカル、SASUKEに関しても取り上げる。